# Δ34S
El valor δ34S (pronunciat delta 34 S) és un mètode estandarditzat per informar de les mesures de la relació de dos isòtops estables de sofre (34S:³²S) en una mostra contra la relació equivalent en un estàndard de referència conegut. Actualment, l'estàndard més utilitzat és Vienna-Canyon Diablo Troilite (VCDT).
Els resultats es presenten com a variacions de la relació estàndard en parts per mil (‰). Els isòtops de sofre pesats i lleugers es fraccionen a diferents velocitats i els valors de δ34S resultants, registrats en sulfat marí o sulfurs sedimentaris, s'han estudiat i interpretat com a registres del cicle canviant del sofre al llarg de la història de la Terra.

## Càlcul
Dels 25 isòtops coneguts del sofre, quatre són estables. Per ordre d'abundància, aquests isòtops són ³²S (94,93%), 34S (4,29%), 33S (0,76%) i 36S (0,02%). El valor δ34S es refereix a una mesura de la proporció dels dos isòtops estables de sofre més comuns, 34S:³²S, mesurada en una mostra amb la mateixa proporció mesurada en un estàndard de referència conegut. El caràcter delta en minúscula (δ) s'utilitza per convenció, per ser coherent amb l'ús en altres àrees de la química d'isòtops estables. Aquest valor es pot calcular en per mil (‰, parts per mil) com:
{\displaystyle \delta {\ce {^{34}S}}=\left({\frac {\left({\frac {{\ce {^{34}S}}}{{\ce {^{32}S}}}}\right)_{\mathrm {mostra} }}{\left({\frac {{\ce {^{34}S}}}{{\ce {^{32}S}}}}\right)_{\mathrm {standard} }}}-1\right)\times 1000} ‰
Amb menys freqüència, si es mesuren les abundàncies d'isòtops adequades, es poden utilitzar fórmules similars per quantificar les variacions de la relació entre 33S:³²S, i 36S:³²S, informades com a δ33S i δ36S, respectivament.

### Referència estàndard

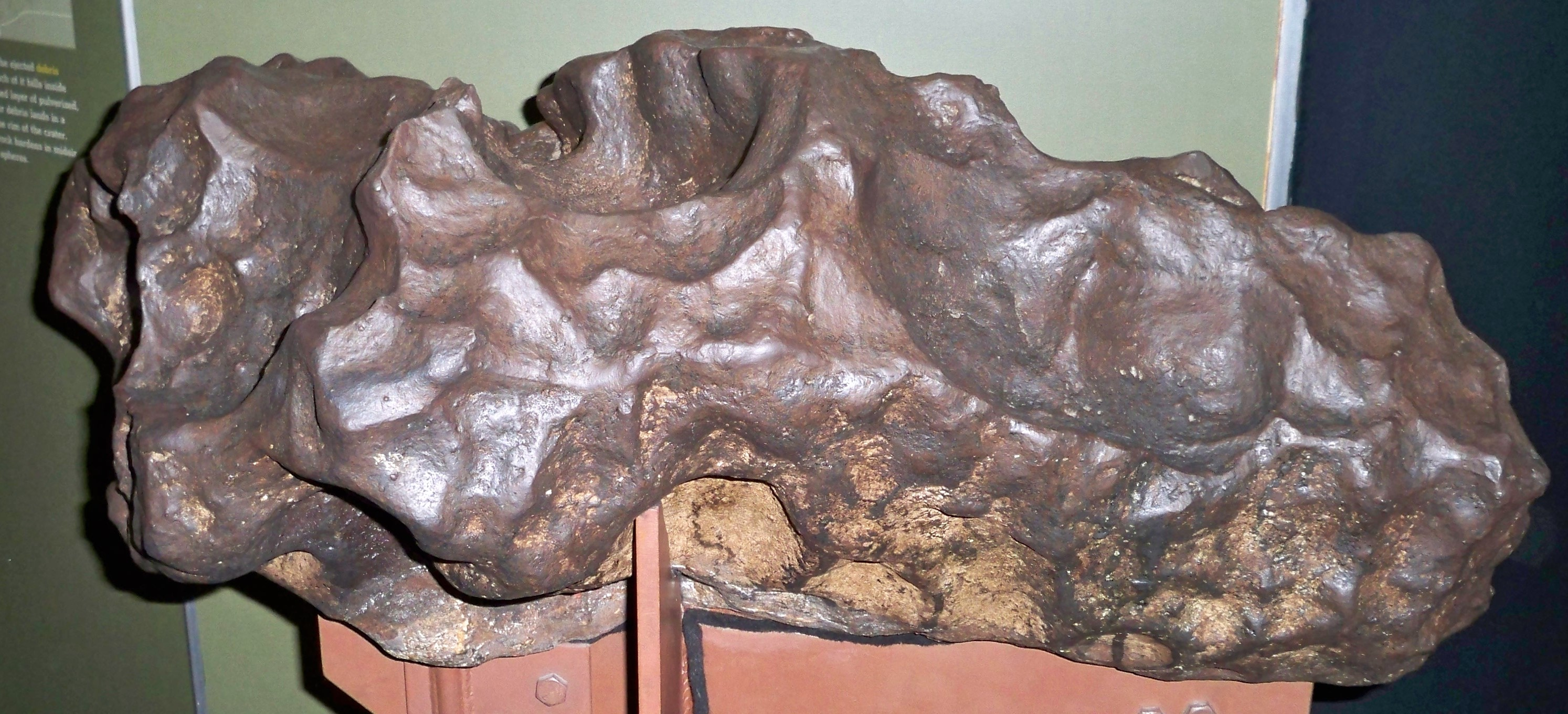
La troilita del meteorit Canyon Diablo (CDT) va ser el primer estàndard de referència δ^{34}S.

A principis de la dècada del 1950 es va determinar que el sofre dels meteorits era un estàndard de referència adequat perquè presentava una petita variabilitat en les proporcions isotòpiques.També es creia que a causa de les seves procedències extraterrestres, els meteors representaven condicions isotòpiques terrestres primordials.
Durant una reunió de la National Science Foundation l'abril de 1962, es va establir la troilita del meteorit Canyon Diablo trobat a Arizona (Estats Units d'Amèrica), com a estàndard amb el qual es podien calcular els valors de δ34S (i altres proporcions isotòpiques estables de sofre). Conegut com Canyon Diablo Troilite (CDT), l'estàndard es va establir amb una relació ³²S:34S de 22.220 i es va utilitzar durant unes tres dècades.
El 1993, l'Agència Internacional d'Energia Atòmica (IAEA) va establir un nou estàndard, Vienna-CDT (VCDT), basat en sulfur de plata preparat artificialment (IAEA-S-1) que es va definir que tenia un valor δ34SVCDT de -0,3‰. El 1994, es va trobar que el material CDT original no era isotòpicament homogeni, amb variacions internes de fins a 0,4 ‰, confirmant la seva inadequació com a estàndard de referència.

## Causes de la variació
Es produeixen dos mecanismes de fraccionament que alteren les proporcions d'isòtops estables del sofre: els efectes cinètics (especialment a causa del metabolisme dels bacteris reductors de sulfat), i les reaccions d'intercanvi d'isòtops (que es produeixen entre les fases de sulfur en funció de la temperatura). Amb VCDT com a estàndard de referència, s'han registrat variacions naturals del valor de δ34S entre -72‰ i +147‰. La presència de bacteris reductors de sulfat, que redueixen el sulfat (SO2−
4) al sulfur d'hidrogen (H₂S), ha tingut un paper important en el valor oceànic de δ34S al llarg de la història de la Terra. Els bacteris reductors de sulfat metabolitzen el ³²S més fàcilment que el 34S, donant lloc a un augment del valor del δ34S en el sulfat restant a l'aigua de mar.
La pirita arqueana que es troba a la barita del grup Warrawoona (Austràlia Occidental), amb fraccionaments de sofre de fins a 21,1 ‰ indica la presència de reductors de sulfat des de 3470 Ma. Ara és més conegut que el grau de fraccionament d'isòtops durant la reducció de sulfat microbià depèn de la taxa de reducció de sulfat específica de la cèl·lula del microorganisme reductor de sulfat. L'extensió relativa de les activitats de fraccionament dels isòtops de sofre, inclosa la reducció de sulfats, la reoxidació de sulfurs i la desproporció, determina les composicions isotòpiques dels minerals o fluids mesurats. A part de les activitats microbianes i les condicions ambientals, les composicions isotòpiques també canvien a causa de la difusió, acumulació i barreja després de l'enterrament.

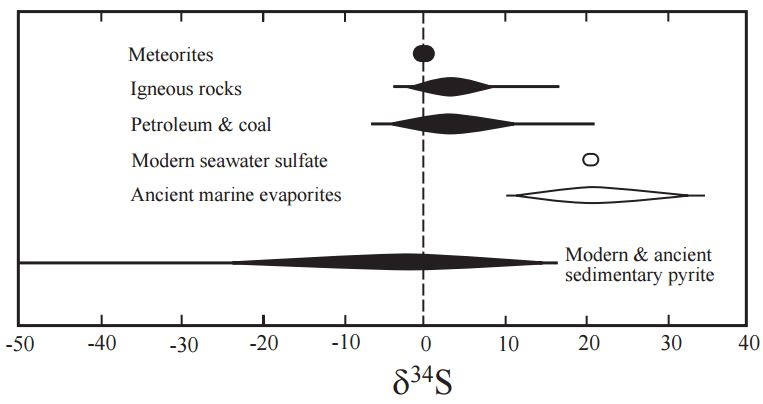
Valors de δ34SVCDT de -50 a 40‰, amb meteorits al voltant del 0‰, roques ígnies -5 a 15‰, petroli i carbó -10 a 20‰, sulfat d'aigua de mar modern al voltant del 20‰, evaporites marins antics de 10 a 35‰ i pirita sedimentària antiga i moderna de -50 a 15‰

El valor δ34S, registrat pel sulfat en evaporites marines, es pot utilitzar per traçar el cicle del sofre al llarg de la història de la Terra. El Gran Esdeveniment d'Oxigenació al voltant dels 2400 Ma va alterar radicalment el cicle del sofre, ja que l'augment de l'oxigen atmosfèric va permetre un augment dels mecanismes que podrien fraccionar els isòtops del sofre, donant lloc a un augment del valor de δ34S des de ~ 0‰ de pre-oxigenació. Aproximadament 700 Ma, els valors de δ34S en sulfats d'aigua de mar van començar a variar més i els dels sulfats sedimentaris van créixer més negatius. Els investigadors han interpretat aquesta excursió com un indicador d'un augment de l'oxigenació de la columna d'aigua amb períodes continuats d'anòxia a les aigües més profundes. Els valors moderns de δ34S del sulfat d'aigua de mar són constantment de 21,0 ± 0,2 ‰ als oceans del món, mentre que els sulfurs sedimentaris varien àmpliament. Els valors de δ34S i δ18O del sulfat d'aigua de mar presenten tendències similars que no s'observen als minerals de sulfur sedimentari.